# Purana
 (avril 2025).
La mise en forme du texte ne suit pas les recommandations de Wikipédia : il faut le « wikifier ».
Les points d'amélioration suivants sont les cas les plus fréquents. Le détail des points à revoir est peut-être précisé sur la page de discussion.
- Les titres sont pré-formatés par le logiciel. Ils ne sont ni en capitales, ni en gras.
- Le texte ne doit pas être écrit en capitales (les noms de famille non plus), ni en gras, ni en italique, ni en « petit »…
- Le gras n'est utilisé que pour surligner le titre de l'article dans l'introduction, une seule fois.
- L'italique est rarement utilisé : mots en langue étrangère, titres d'œuvres, noms de bateaux, etc.
- Les citations ne sont pas en italique mais en corps de texte normal. Elles sont entourées par des guillemets français : « et ».
- Les listes à puces sont à éviter, des paragraphes rédigés étant largement préférés. Les tableaux sont à réserver à la présentation de données structurées (résultats, etc.).
- Les appels de note de bas de page (petits chiffres en exposant, introduits par l'outil «  Source ») sont à placer entre la fin de phrase et le point final[comme ça].
- Les liens internes (vers d'autres articles de Wikipédia) sont à choisir avec parcimonie. Créez des liens vers des articles approfondissant le sujet. Les termes génériques sans rapport avec le sujet sont à éviter, ainsi que les répétitions de liens vers un même terme.
- Les liens externes sont à placer uniquement dans une section « Liens externes », à la fin de l'article. Ces liens sont à choisir avec parcimonie suivant les règles définies. Si un lien sert de source à l'article, son insertion dans le texte est à faire par les notes de bas de page.
- La présentation des références doit suivre les conventions bibliographiques. Il est recommandé d'utiliser les modèles {{Ouvrage}}, {{Chapitre}}, {{Article}}, {{Lien web}} et/ou {{Bibliographie}}. Le mode d'édition visuel peut mettre en forme automatiquement les références.
- Insérer une infobox (cadre d'informations à droite) n'est pas obligatoire pour parachever la mise en page.

Pour une aide détaillée, merci de consulter Aide:Wikification.
Si vous pensez que ces points ont été résolus, vous pouvez retirer ce bandeau et améliorer la mise en forme d'un autre article.
Un purana (en sanskrit devanāgarī : पुराण (purāṇa) est un texte appartenant à un vaste genre de la littérature indienne, traitant d'une grande gamme de sujets. Composés entre 400 et 1 000 de notre ère, ces récits élaborés pour tous étaient préférentiellement destinés aux femmes qui n'avaient pas accès aux Védas. Ils sont généralement écrits en sanskrit. Ce genre littéraire existe à la fois dans l'hindouisme et le jaïnisme. Souvent encyclopédiques, les puranas traitent à la fois des mythes religieux, des divinités hindoues, des légendes, des contes traditionnels et des histoires de rois, en y incluant des réflexions poussées sur la cosmogonie, la cosmologie, les généalogies, la médecine, l'astronomie, la théologie et la philosophie. Leur contenu peut être très contradictoire, chaque Purana ayant survécu dans de nombreux manuscrits eux-mêmes incompatibles. Les Puranas hindous sont anonymes, et probablement issus de nombreux auteurs qui se sont succédé au cours des siècles. La plupart des Puranas jaïns peuvent être datés et leurs auteurs retrouvés. Il y a 18 puranas majeurs (Maha) et 18 puranas mineurs (Upa), considérés comme des Smriti.
Indissociables de la culture indienne, les puranas sont la source d'inspiration de nombreux festivals nationaux et régionaux de l'Hindouisme, mais leur rôle en tant que textes religieux et historiques reste controversé. Les pratiques religieuses sectaires qu'ils détaillent sont considérées comme Vaidika (en harmonie avec la littérature védique). Le Bhagavata Purana est probablement le texte puranique le plus célèbre et populaire, en particulier parce qu'il traite de la non-dualité. La littérature puranique est en lien étroit avec le mouvement Bhakti en Inde. Les érudits Dvaita et Advaita ont commenté les thèmes védiques sous-jacents qui apparaissent dans les Maha Puranas.

## Étymologie et terminologie
Le mot Purana (Sanskrit devanāgarī : पुराण (purāṇa) signifie littéralement « ancien » ou « vieux »,.

## Histoire
Vyāsa, le narrateur du Mahabharata, est crédité de façon hagiographique comme le compilateur des puranas. Les premières versions des puranas ont été composées entre le IIIe siècle et le Xe siècle. Mais la date de rédaction de ces textes ne corresponde pas à leur origine, car les puranas ont existé sous forme orale avant d'être mis par écrit. Ils ont été développés et fortement modifiés au XVIe siècle,.
Les puranas ne jouissent pas de l'autorité d'une Écriture dans l'hindouisme, mais ils sont considérés comme des Smriti.

## Liste despurana
On distingue 18 puranas majeurs, ou Mahāpurana, et 18 puranas mineurs, ou Upapurana, pour plus de 400 000 versets au total,. Cette liste peut être différente selon les sources et les appartenances religieuses. Le contenu est très contradictoires dans les Puranas, chacun d'eux ayant survécu dans de nombreux manuscrits eux-mêmes incompatibles. Les Puranas hindous sont des textes anonymes , qui résultent probablement du travail de nombreux auteurs qui se sont succédé au cours des siècles. En revanche, la plupart des Puranas jaïns peuvent être datés et leurs auteurs déterminés.

### Mahapurana ou purana majeures
1. Brahma Purana
2. Padma-Purana (en)
3. Vishnu Purana
4. Vayu-Purana (en)
5. Bhagavata Purana
6. Narada-Purana (en)
7. Markandeya Purana
8. Agni Purana
9. Bhavishya Purana
10. Brahmavaivarta-Purana (en)
11. Linga-Purana (en)
12. Varaha-Purana (en)
13. Skanda-Purana (en)
14. Vamana-Purana (en)
15. Kurma-Purana (en)
16. Matsya-Purana (en)
17. Garuda-Purana (en)
18. Bhramânda-Purana (en)

### Upapurana ou purana mineures
1. Sanat-kumara-Purana
2. Narasimha-Purana
3. Brihan-naradiya-Purana
4. Siva-rahasya-Purana
5. Durvasa-Purana
6. Kapila-Purana
7. Vamana-Purana
8. Bhargava-Purana
9. Varuna-Purana
10. Kalika-Purana
11. Samba-Purana# Nandi-Purana
12. Surya-Purana
13. Parasara-Purana
14. Vasishtha-Purana
15. Ganesha-Purana
16. Mudgala-Purana
17. Hamsa-Purana

## Composition
Les puranas sont le plus souvent rédigés en sanskrit, mais on trouve aussi une grande variété de langues régionales,. Ce genre littéraire existe à la fois dans l'Hindouisme et le Jaïnisme.

## Thèmes
Les puranas traitent en général des mythes religieux, des légendes, des contes traditionnels et des histoires de rois. Un certain nombre d'entre eux célèbrent de façon épique la geste d'une divinité majeure de l'Hindouisme, telle que Vishnou, Shiva ou d'autres Devi, qui donnent leur nom au texte,. On trouve même des puranas dédiés à des avatars comme Kurma et Kalkî.
Pour jouir du rang de purana, cinq critères sont nécessaires en plus de la narration principale : 
- la création de l'Univers
- les créations secondaires
- les légendes mythologiques
- les généalogies royales
- la création de l'espèce humaine

Certains purana, comme le Bhagavata Purana, sont de véritables encyclopédies. Ils abordent des sujets extrêmement variés tels que la cosmogonie, la cosmologie la généalogies des dieux, déesses, rois héros sages et demi-dieux, les pèlerinages, les temples, la médecine, l'astronomie, la grammaire, la minéralogie, l'humour, les histoires d'amour, ainsi que la théologie et la philosophie,,. Leurs auteurs ont fait montre d'un savoir très important. Souvent, les purana sont la transcription littéraire d'une multitude de contes et de légendes concernant un culte particulier. On y trouve également des réflexions philosophiques très poussées ainsi que des exposés de théologie qui le sont tout autant.
Le Bhagavata Purana est probablement le texte puranique le plus célèbre et populaire, en particulier pour traiter de la non-dualité,.

## Influence
Les puranas influencent très fortement la culture indienne, étant la source d'inspiration de nombreux festivals nationaux et régionaux liés à l'Hindouisme. Leur rôle en tant que textes religieux sectaires et textes historiques reste controversé. Les pratiques religieuses sectaires qu'ils détaillent sont considérées comme Vaidika, soit en harmonie avec la littérature védique. Des érudits Dvaita et Advaita ont commenté les thèmes védiques sous-jacents qui apparaissent dans les Maha Puranas.

### Textes traduits
- Agni-purâna, trad. Manmatha Nath Dutt (1901), Agni Purâna, a prose english translation, Varanasi, 1967, 2 t.
- Bhâgavata-purâna. Histoire poétique de Krishna, trad. partielle Eugène Burnouf (1840-1898), Maisonneuve, 1981, 5 t.
- Ganesha-purâna, trad. an. Greg Bailey, Wiesbaden, Harrassowitz, 1995-2008, 2 t.
- Garuda-purâna, trad. an., Delhi, Motilal Banarsidass, coll. UNESCO, 1978-1980, 3 t.
- Hari-vamsha ou Harivamsha Purana (IVe siècle), trad. M. N. Dutt, Calcutta, Elysium Press, 1897. Relève des purânas. "Collection de mythes, légendes, hymnes et récits à l'usage des bhâgavatas visnuites"[24].
  - Harivansa, ou Histoire de la famille de Hari, trad. Alexandre Langlois, 1834-1835, 2 t.
- Kûrma-purâna, trad. an., Varanassi, Anand Swarup Gupta, 1972, XLI-V-557-99 p.
  - L'Îshvaragîtâ : le chant de Shiva, texte extrait du Kûrma-purâna, trad. P.-E. Dumont, Paul Geuthner, 1933, 251 p.
  - L'enfance de Krishna. Traduction des chapitres 30 à 78 du Harivamsha, trad. André Couture, Cerf, 1991, 439 p.
- Linga-purâna, trad. an., Delhi, Motilal Banarsidass, 1973.
- Shiva-purâna. La légende immémoriale du dieu Shiva, trad. partielle Tara Michaël, Gallimard, coll. UNESCO, 1991.
- Vamana-purâna, trad. an. Satyamsu Mohan Mukhopadhyaya, Varanassi, Anand Swarup Gupta, 1967, LXX-778-113 p.
- Vishnu-purâna. A system of hindu mythology and tradition, trad. Horace H. Wilson(1840), Calcutta, 1961.

### Études
- [Bhargava 1971] (en) P.L. Bhargava, India in the Vedic Age, Lucknow: Upper India Publishing, 1971
- [Brown 1990] (en) Brown Mackenzie, The Triumph of the Goddess : The Canonical Models and Theological Visions of the DeviI-Bhagavata Purana, Albany, State University of New York Press, 1990, 327 p. (ISBN 0-7914-0363-7)
- [Dimitt et van Buitenen 1978] (en) Cornelia Dimmitt et J. A. B. van Buitenen, Classical Hindu Mythology : A Reader in the Sanskrit Puranas, Philadelphie, Temple University Press, 1978, 373 p. (ISBN 81-7030-596-9)
  - Réédition : [Dimitt 2015] (en) Cornelia Dimmitt, Classical Hindu Mythology : A Reader in the Sanskrit Puranas, Temple University Press, 2015, 373 p. (ISBN 978-81-208-3972-4, lire en ligne)
- [Doniger 1993] (en) Wendy Doniger (dir.), Purāṇa Perennis : Reciprocity and Transformation in Hindu and Jaina Texts, Albany, New York, State University of New York, 1993, 331 p. (ISBN 0-7914-1382-9, lire en ligne)
- [Friedhelm 2001] (en) Friedhelm Hardy, Viraha-Bhakti : The Early History of Krsna Devotion in South India, 2001, 692 p. (ISBN 0-19-564916-8)
- [Flood 1996] (en) Gavin Flood, An Introduction to Hinduism, Cambridge, Cambridge University Press, 1996, 341 p. (ISBN 0-521-43304-5)
- [Handoo 1998] (en) Jawaharlal Handoo (dir.), Folklore in Modern India, 1998 (ISBN 81-7342-055-6)
- [Johnson 2009] (en) W.J. Johnson, A Dictionary of Hinduism, Oxford, Oxford University Press, 2009, 384 p. (ISBN 978-0-19-861025-0)
- [Kaushal 2002] (en) Molly Kaushal (dir.), Chanted Narratives : The Katha Vachana Tradition, 2001 (ISBN 81-246-0182-8)
- [Majumdar et Pusalker 1951] (en) R. C. Majumdar et A. D. Pusalker, The History and Culture of the Indian People, vol. 1: The Vedic age, Bombay, Bharatiya Vidya Bhavan, 1951
- [Moghe 1997] (en) S. G. Moghe (dir.), Professor Kane's contribution to Dharmasastra literature, New Delhi, D.K. Printworld (P) Ltd., 1997 (ISBN 81-246-0075-9)
- [Monier-Williams 1899] (en) Monier Monier-Williams, A Sanskrit-English Dictionary, Oxford University Press, 1899
- [Pargiter 1962] (en) F.E. Pargiter, Ancient Indian Historical Tradition, New Delhi, Motilal Banarasidass, 1962 (1re éd. 1922, Oxford University Press, Londres) (OCLC 1068416)
- [Rao 1993] (en) Velcheru Narayana Rao, « Purana as Brahminic Ideology », dans Purana Perennis: Reciprocity and Transformation in Hindu and Jaina Texts, Albany, State University of New York Press, 1993 (ISBN 0-7914-1381-0)
- [Rocher 1986] (en) Ludo Rocher, The Puranas, Otto Harrassowitz Verlag, 1986, 282 p. (ISBN 978-3-447-02522-5, lire en ligne)
- [Inde Classique 1985] Louis Renou et Jean Filliozat, L'Inde classique, t. I, Paris, Librairie d'Amérique et d'Orient, 1985 (1re éd. 1947), p. 412-432, § 822-843
- [Shulman 1980] David Dean Shulman, Tamil temple myths : sacrifice and divine marriage in the South Indian Saiva tradition, Princeton, N.J./Guildford, Sur., Princeton university press, 1980, 471 p. (ISBN 0-691-06415-6)
- [Singh 1997] (en) Nagendra Kumar Singh, Encyclopaedia of Hinduism, 1997 (ISBN 81-7488-168-9)
- [Sushil 2004] (en) Sushil Mittal, The Hindu World, Routledge, 2004, 657 p. (ISBN 978-0-415-21527-5)
- [Thapan 1997] (en) Anita Raina Thapan, Understanding Gaṇapati : Insights into the Dynamics of a Cult, New Delhi, Manohar Publishers, 1997, 304 p. (ISBN 81-7304-195-4)
- [Varenne 2001] Jean Varenne, « Purana en sanskrit », dans Pierre-Sylvain Filliozat, Dictionnaire des littératures de l'Inde, Paris, PUF, 2001 (1re éd. 1994), 379 p. (ISBN 978-2-130-52135-8), p. 246-254